# Distretto di Asquipata
Il distretto di Asquipata è uno dei dodici distretti della provincia di Víctor Fajardo, in Perù. Si trova nella regione di Ayacucho e si estende su una superficie di 70,72 chilometri quadrati.

Istituito il 23 dicembre 1986, ha per capitale la città di Asquipata; nel censimento del 2005 contava 435 abitanti.